# Museu Real Tyrrell de Paleontologia
O Royal Tyrrell Museum of Palaeontology (RTMP, e muitas vezes referido como Royal Tyrrell Museum) é um museu de paleontologia e centro de pesquisa em Drumheller, Alberta, Canadá. O museu foi nomeado em homenagem a Joseph Burr Tyrrell e está situado em um 12,500 metros quadrados projetado por BCW Architects em Midland Provincial Park.
Os esforços para estabelecer um museu de paleontologia foram anunciados pelo governo provincial em 1981, com o programa de paleontologia do Museu Provincial de Alberta desmembrado para ajudar a facilitar a criação de um museu de paleontologia. Após quatro anos de preparação, o Museu Tyrrell de Paleontologia foi inaugurado em setembro de 1985. O museu foi posteriormente renomeado como Museu Real Tyrrell de Paleontologia em junho de 1990, após a concessão do título de "real" pela Rainha Elizabeth II. O prédio do museu foi ampliado duas vezes no século XXI. A primeira expansão foi projetada pela BCW Architects e foi concluída em 2003; enquanto a segunda expansão foi projetada pela Kasian Architecture e foi concluída em 2019.

## Exposições
Em 2020, o prédio do museu abrigava treze exposições que exibiam aproximadamente 800 fósseis em exposição permanente. Computadores audiovisuais, interativos e programas e exibições de vídeo geralmente fornecem informações relevantes sobre os itens da exposição. Diversas obras artísticas de Vladimir Krb também estão expostas nas exposições do museu.

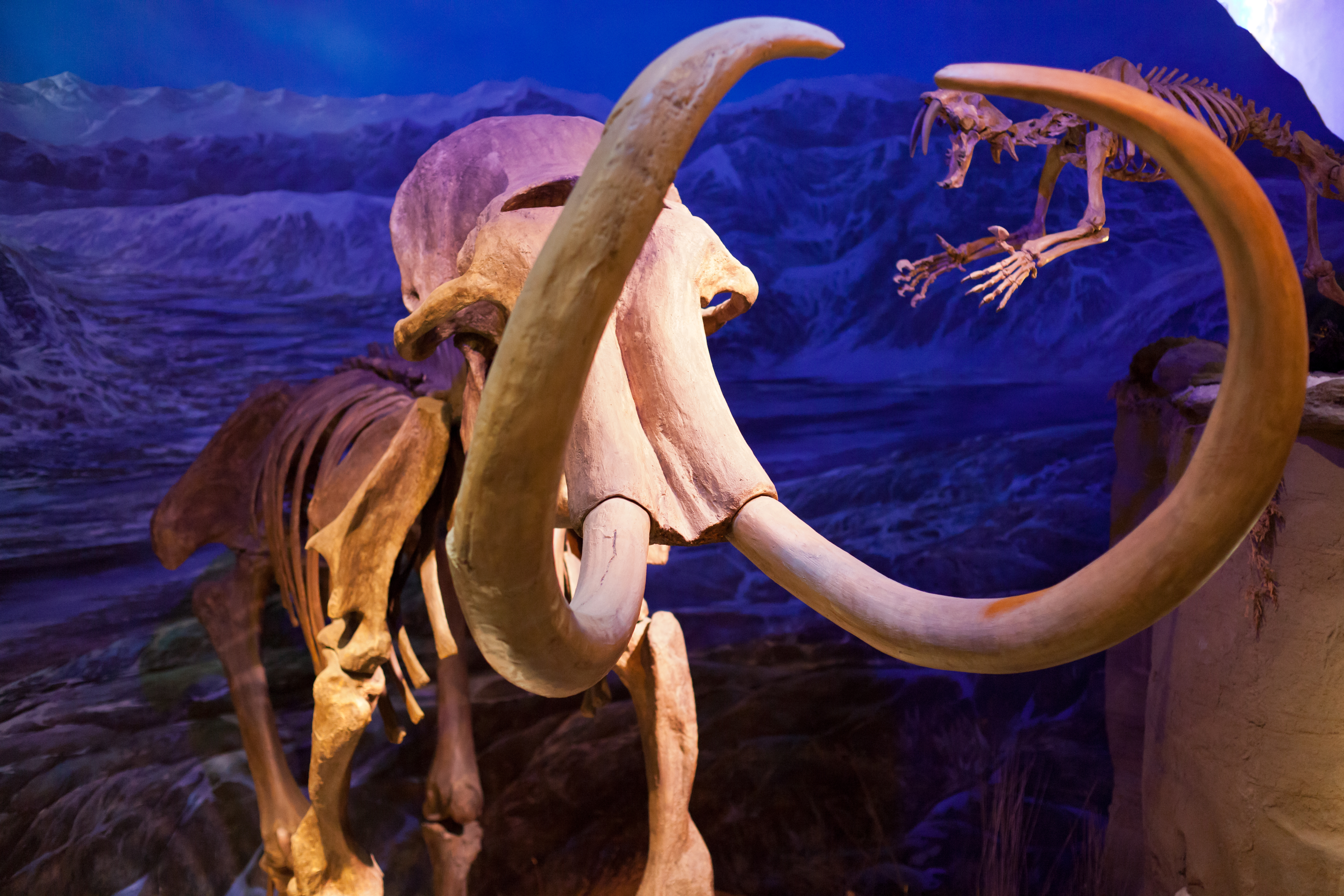
Molduras esqueléticas de um mamute e um Smilodon na Galeria Cenozóica

Várias dessas exposições são organizadas por eras geológicas, exibindo espécimes e dioramas desses períodos. Essas exposições incluem Galeria Cenozóica, Cretáceo Alberta, Jardim Cretáceo, Era Paleozóica e Paleozóico Terrestre. A exposição Cretaceous Alberta apresenta um diorama de uma matilha de Albertosaurus inspirada em 22 espécimes encontrados em um leito ósseo em Alberta, como uma homenagem a Joseph Tyrrell, o primeiro a descobrir o dinossauro.
Várias exposições também são organizadas por local ou focadas em um depósito específico de fósseis, como a exposição Burgess Shale . A exposição Grounds for Discovery exibe espécimes encontrados em escavações comerciais e industriais. O tireóforo mais bem preservado do mundo está situado na exposição Grounds for Discovery, um fóssil de Borealopelta encontrado por trabalhadores de areia betuminosa nas areias betuminosas de Athabasca.
Outras exposições que exibem espécimes da coleção de fósseis do museu incluem Dinosaur Hall, Fossils in Focus e Triassic Giants. Dinosaur Hall abriga mais de trinta esqueletos de dinossauros montados, incluindo espécimes de um Albertosaurus, Camarasaurus, Triceratops e um Tyrannosaurus, incluindo Black Beauty, o décimo quarto esqueleto mais completo de um Tiranossauro do mundo. Fósseis em Foco é uma exposição que normalmente exibe espécimes de interesse para o programa de pesquisa do museu. Triassic Giants é uma exposição dedicada a Elizabeth Nicholls, ex-curadora de répteis marinhos do museu, e abriga um exemplar de Shonisaurus, o maior réptil marinho do mundo.

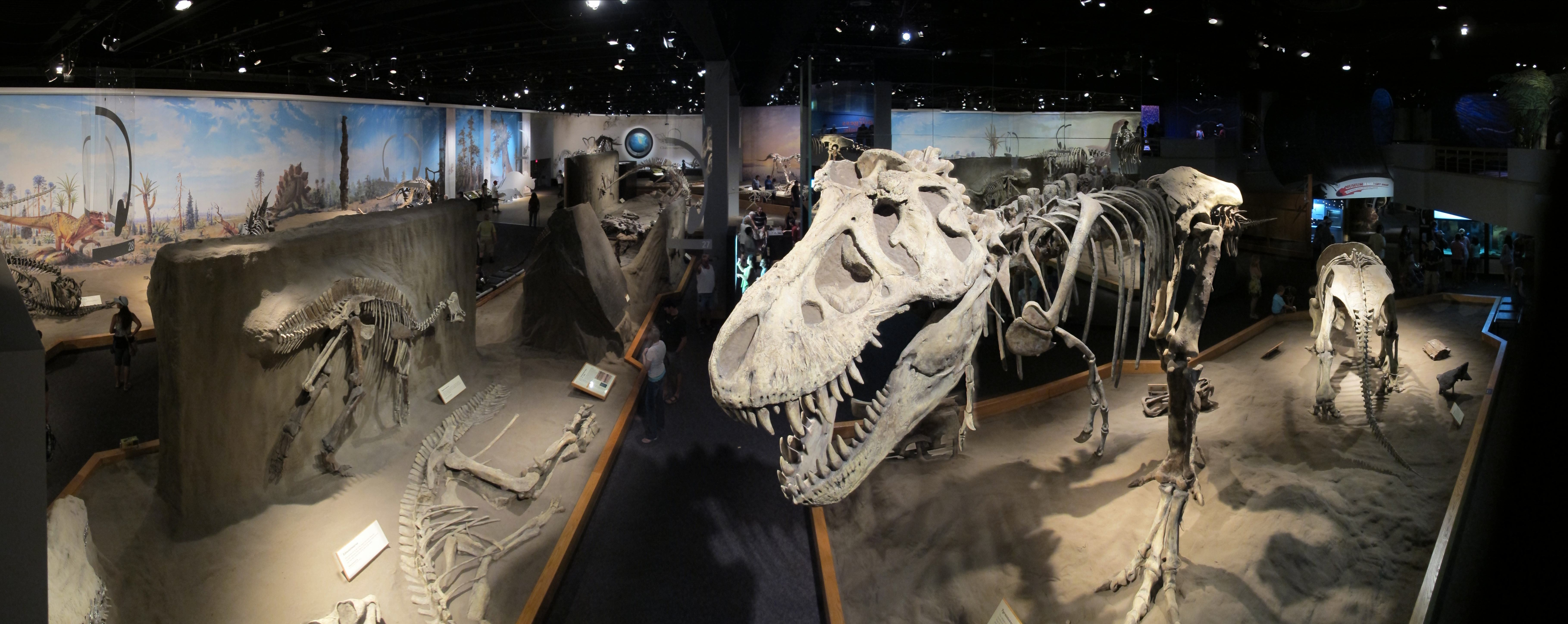
Dinosaur Hall abriga uma série de estruturas de esqueletos de dinossauros

A par das exposições que se preocupam principalmente com a exposição de exemplares e dioramas, o museu apresenta ainda duas exposições relacionadas com paleontologia, Fundações e Laboratório de Preparação; esta última exposição permite que os visitantes observem os técnicos enquanto preparam fósseis para exposições ou pesquisas. Outras exposições no museu incluem o Jardim Cretáceo, que foi projetado para imitar o ambiente de Alberta durante a era Cretácea, plantando parentes vivos da vegetação que cresceu em Alberta naquela época. Inaugurado em 2019, o Learning Lounge é a mais nova exposição do museu e serve como exposição interativa e prática do museu, e inclui uma estátua de bronze de um Albertossauro e exibições interativas sobre como os dinossauros comiam, se moviam e interagiam com outros organismos.